# Alstonia breviloba
Alstonia breviloba är en oleanderväxtart som beskrevs av K. Sidiyasa. Alstonia breviloba ingår i släktet Alstonia och familjen oleanderväxter. Inga underarter finns listade i Catalogue of Life.